# Código ZIP

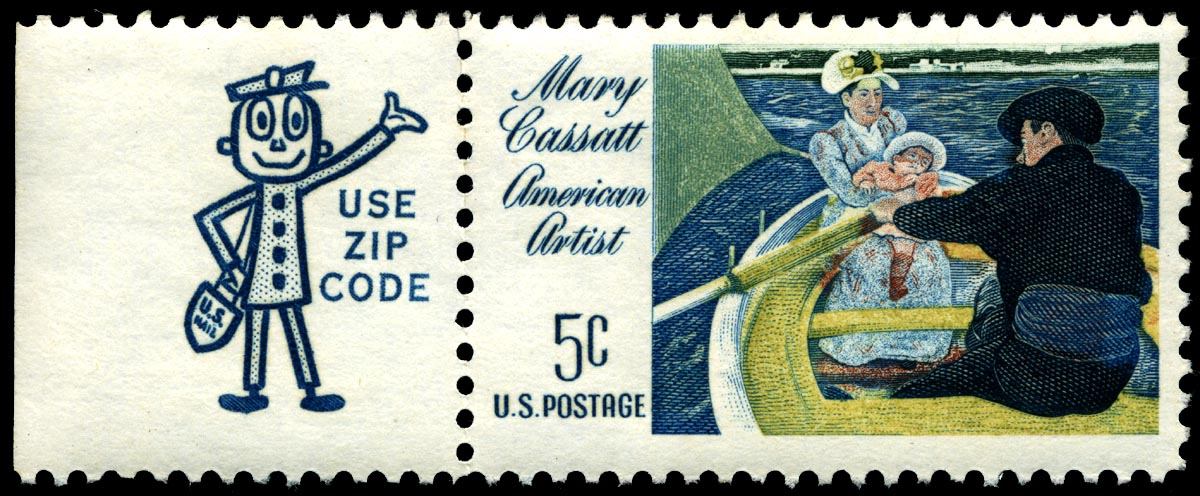
Sr. Zip promoviendo el uso del Código ZIP en un sello de 1966.

El código ZIP (conocido en español en los Estados Unidos simplemente como código postal) es el sistema de códigos postales que utiliza el Servicio Postal de los Estados Unidos (USPS). Las letras ZIP, son en inglés una sigla de Zone Improvement Plan (Plan de Mejora de Zonas), y se deben escribir en letras mayúsculas. El término zip ('ir muy rápido') fue elegido para sugerir que el correo postal viaja en forma más eficiente, y por lo tanto más rápido, cuando los remitentes utilizan el código.

## Descripción
El formato básico consiste en dígitos numéricos. Un código extendido «ZIP + 4» incluye los cinco dígitos del código ZIP, un guion, y cuatro dígitos adicionales para determinar en forma más precisa la ubicación que si se utiliza código ZIP solo. El término "ZIP Code" fue originalmente registrado como una servicemark (un tipo de marca registrada) por el Servicio Postal de los Estados Unidos, pero desde entonces el registro ha caducado.

## Historia
En 1960 el USPS renueva el sistema de identificación postal para estandarizarlo a 5 dígitos y así poder cubrir mayores zonas de población.
Para mantener el correo en movimiento de manera eficiente, el Servicio Postal presentó el Plan de Mejora de Zona (ZIP, por sus siglas en inglés) en 1963. Se asignó un código de cinco dígitos para todas las direcciones del país, el primer dígito designa una amplia área geográfica o grupo de estados ("1", por ejemplo, cubre Nueva York, Pensilvania y Delaware), los dos siguientes dígitos hacer referencia  una región o ciudad grande en esa área ("91" cubre Filadelfia) y los dos últimos representaban una zona de entrega menor o grupo de direcciones de entrega en esa región.
Durante las dos siguientes décadas, el sistema postal se volvió un desorden también y en 1983, el Servicio Postal se amplió para crear el sistema de códigos postales ZIP+4, que añadía cuatro dígitos al final de los viejos códigos de cinco dígitos. Estas nuevas cifras identificaron un área como un grupo de apartamentos, edificios, oficinas o un receptor de gran volumen dentro de una zona de entrega de cinco dígitos para ayudar con la clasificación de correspondencia y la entrega. El sexto y séptimo dígitos de un  código postal ZIP+4 indican un "sector de la entrega", como un conjunto de calles, apartado postal, cajas, un grupo de edificios o incluso un solo edificio de gran altura. Los dígitos octavo y noveno designan un "segmento de entrega", como una parte específica de una calle, un piso en un edificio de oficinas o un apartamento o un departamento específico dentro de una oficina grande.